# Ana de Schaunberg
Ana de Schaunberg (em esloveno:  Ana Schaunberška) (ca. 1358 – 1396) foi uma Condessa de Celje por seu casamento com Armando II de Celje.
Nasceu em Celje, na atual Eslovênia, filha do Conde Henrique III de Schaunberg e sua esposa Úrsula de Görz.
Ana se casou com o Conde de Celje em 1377 e teve a seguinte geração:
- Frederico II de Celje (1379 – 1454)
- Herman III de Celje (1380 – 1426)
- Isabel (1382 - data de morte desconhecida)
- Ana (1384 - data de morte desconhecida) casada com Nicolas II Garay
- Luís (1387 – 1417)
- Bárbara de Celje (ca. 1390 – 1451)

Em 1408 a filha de Ana, Bárbara, se casou com o Sigismundo, Rei da Hungria que mais tarde se tornou Rei da Boêmia e Sacro Imperador Romano.
- Este artigo foi inicialmente traduzido, total ou parcialmente, do artigo da Wikipédia em inglês cujo título é «Anna of Schaunberg».